# Canh Thìn
Canh Thìn (chữ Hán: 庚辰) là kết hợp thứ 17 trong hệ thống đánh số Can Chi của người Á Đông. Nó được kết hợp từ thiên can Canh (Kim dương) và địa chi Thìn (rồng). Trong chu kỳ của lịch Trung Quốc, nó xuất hiện trước Tân Tỵ và sau Kỷ Mão.

## Các năm Canh Thìn
Giữa năm 1700 và 2180, những năm sau đây là năm Canh Thìn (lưu ý ngày được đưa ra được tính theo lịch Việt Nam, chưa được sử dụng trước năm 1967):
- 1700
- 1760
- 1820
- 1880
- 1940 (8 tháng 2, 1940 – 26 tháng 1, 1941)
- 2000 (5 tháng 2, 2000 – 23 tháng 1, 2001)
- 2060 (2 tháng 2, 2060 – 20 tháng 1, 2061)
- 2120
- 2180

## Sự kiện năm Canh Thìn
- 1460 – Lê Thánh Tông lên ngôi
- 2000 – Đón Tết Thiên niên kỷ